# Liselotte Wågö
Lise-Lotte Maj-Britt Wågö, född Petersson 7 maj 1941 i Gladhammars församling i Kalmar län, död 28 oktober 2012 i Smedstorps församling i Skåne län, var en svensk politiker (moderat), som var riksdagsledamot 1991–2002 för Hallands läns valkrets. I riksdagen var hon bland annat ledamot i socialutskottet 1994–1998 och utrikesutskottet 1998–2002. Från 1996 var hon kommunalpolitiker i Tomelilla kommun.
Hon var gift med den polske gynekologen Andrzej Nalberczynski (1933–2003).